# Ella Harper
Ella Harper (Gallatin, Tennessee, 5 de gener de 1870 – Nashville, 19 de desembre de 1921), coneguda professionalment com The Camel Girl (la noia camell), va ser una artista de circ que tenia de naixement una deformitat als genolls anomenada Genu recurvatum. Per aquesta deformitat podia doblegar els genolls cap enrere i caminar a quatre potes, el que li va valer el seu sobrenom de "noia camell".

## Biografia
Va néixer amb un germà bessó, Everett. Els seus pares es deien William i Minerva. Va néixer amb una patologia que li recurvaven de les articulacions del genoll. Les persones amb un diagnòstic tan rar es poden moure principalment de quatre rapes. El seu germà bessó va morir tres mesos després de néixer, tot i que no se sap si tenia trets ortopèdics similars.Ella Harper, va tenir tres germanes i un germà petit. La família Harper vivia a la petita ciutat de Hendersonville a la casa dels avis per part de pare.

### Carrera artística
Ella Harpen va debutar al món del circ el 1882. El 1886 va ser presentada com a l'estrella del Nickel Plate Circus de W. H. Harris, i apareixia als diaris allà on anava el circ. Al revers de la targeta on es presentava s'hi podia llegir:
Em diuen la noia camell perquè tinc els genolls cap enrere. Puc caminar millor amb les meves mans i peus, tal com mostra la imatge. He viatjat molt pel món de l'espectacle durant els últims quatre anys i ara, és a dir, l'any 1886, tinc la intenció de deixar el món de l'espectacle i anar a l'escola per preparar-me per fer una altra cosa.
Harper rebia un salari de 200 dòlars setmanals, el que li va permetre una estabilitat financera que la va ajudar a encaixar a la societat.

### Vida després del circ
Harper va tornar a casa seva al comtat de Sumner, a Tennessee, on va viure amb la seva mare i una neboda. El 1905, es va casar amb Robert L. Savely i el 1906 va donar a llum una nena, Mabel E. Savely, que va morir el novembre del mateix any. Harper i el seu marit es van traslladar a Nashville (Tennessee) l'any 1909. El 1918, ella i el seu marit van adoptar una nena anomenada Jewel Savely, que va morir al cap de poc quan encara no comptava ni amb tres mesos d'edat. Al cens de 1920, ella i el seu marit encara vivien a Nashville, on va morir el 19 de desembre de 1921 de càncer de còlon.

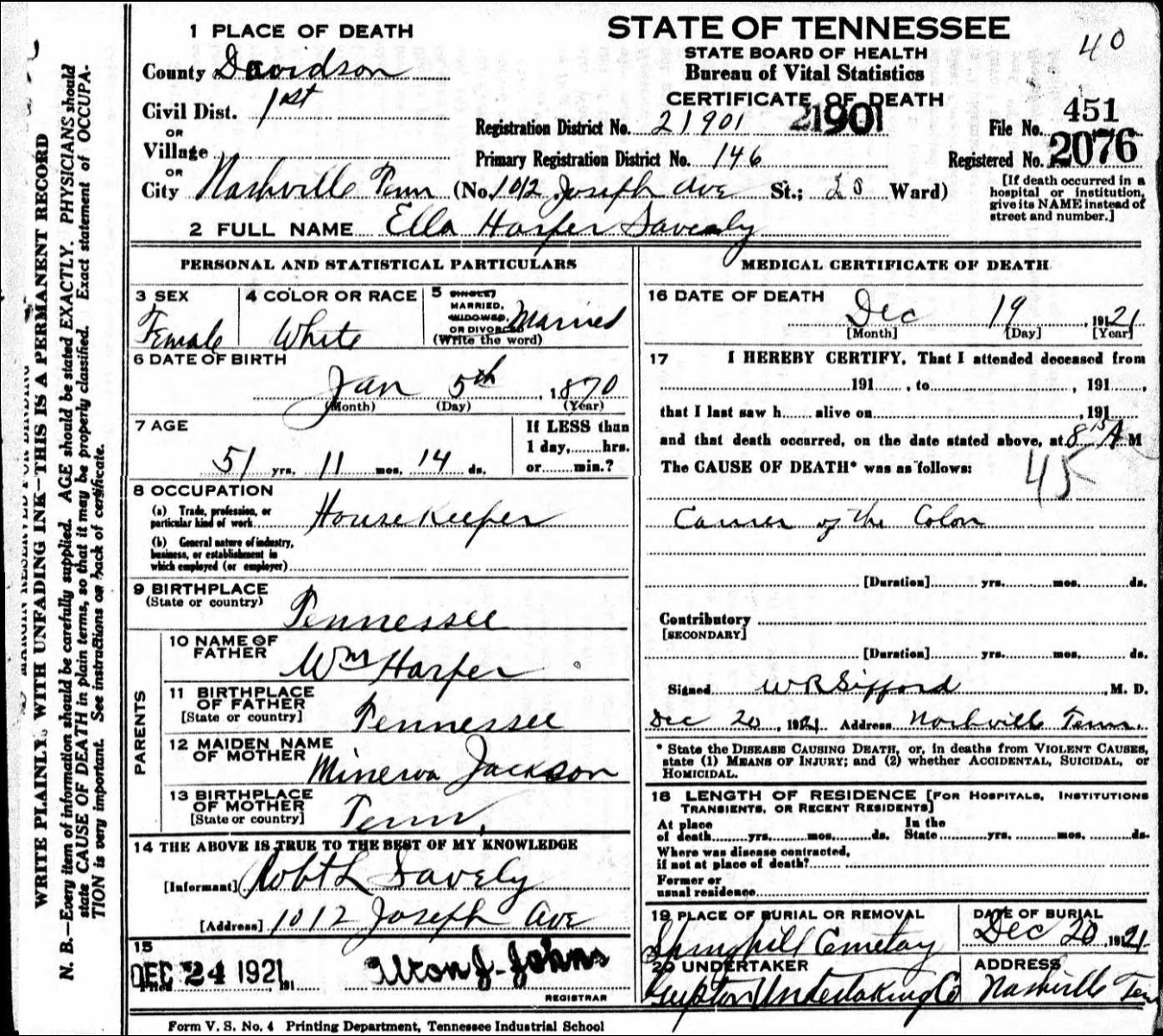
Certificat de defunció d'Ella Harper.

Va ser enterrada l'endemà al cementiri de Spring Hill a la parcel·la familiar dels seus pares.